# Rino Romano
Rino Romano (Toronto, 1º luglio 1969) è un doppiatore e attore canadese.

## Biografia
Ha prestato la voce al personaggio di Bruce Wayne, nella serie animata The Batman; a Mamoru Chiba, nei primi episodi della serie animata Sailor Moon; ad Alexander Munro, nei videogiochi Star Trek: Voyager - Elite Force e Star Trek: Elite Force II; a Luis Sera, nel videogioco Resident Evil 4.
Ha poi dato la voce a Rikimaru nella serie Tenchu; all'Uomo Ragno nei videogiochi per PlayStation relativi al personaggio e nella serie animata Spider-Man, dove doppia anche Goblin; a Juan "Johnny" Rico in Roughnecks: The Starship Troopers Chronicles; a Eduardo Rivera in Extreme Ghostbusters.
Ha interpretato James Rutland nel gioco del 2006 Tomb Raider: Legend. Nel franchise di Guerre stellari, ha interpretato Kyle Katarn in Star Wars Jedi Knight: Dark Forces II, espansione del videogioco del 1997 Star Wars Jedi Knight: Mysteries of the Sith, prendendo il posto di Jason Court.